# Tineophoctonus tineaevorus
Tineophoctonus tineaevorus is een vliesvleugelig insect uit de familie Encyrtidae. De wetenschappelijke naam is voor het eerst geldig gepubliceerd in 1887 door Ashmead.